# Lepidamia
Lepidamia ist eine Gattung der Kardinalbarsche (Apogonidae), die an den Küsten des Indischen Ozean und des westlichen Pazifiks von Südafrika bis China vorkommt. An den Küsten Australiens und Neuguineas, Heimat vieler Kardinalfischarten aus anderen Gattungen, fehlen Lepidamia-Arten.

## Merkmale
Lepidamia-Arten werden 14 bis 19 cm lang, sind mäßig hochrückig und rötlich gefärbt. Kopf und Körper sind mit Kammschuppen bedeckt. Auch der Bereich vor der Rückenflosse, die Brust, die Wangen, die Kiemendeckel, sowie die Basis von Bauchflossen und Schwanzflosse sind beschuppt. Der Knochengrat auf dem Präoperculum ist glatt, die Ränder des Präoperculums sind gesägt. Ein Basisphenoid ist vorhanden. Auf der Prämaxillare, im Unterkiefer und im Gaumen befinden sich bürstenförmige Zähne, die in vielen Reihen angeordnet sind. Magen, Darm und Peritoneum sind hell. Im Schwanzflossenskelett finden sich fünf freie Hypuralia. Die Schwanzflosse ist gegabelt.
- Flossenformel: Dorsale VII(I)-I,9 or VIII-I,9; Anale II/8
- Schuppenformel: SL 35–48
- Kiemenrechen: 8–17
- Wirbel 10+14

Der erste Flossenstrahl in der zweiten Rückenflosse und der erste Flossenstrahl der Afterflosse sind verzweigt und segmentiert. Jede Seitenlinienschuppe hat mehrere Poren.

## Arten
Zur Gattung Lepidamia gehören vier Arten:
- Lepidamia kalosoma (Bleeker, 1852)
- Lepidamia multitaeniata (Cuvier, 1828)
- Lepidamia natalensis (Gilchrist & Thompson, 1908)
- Lepidamia omanensis (Gon & Mee, 1995)

## Belege
1. 1 2 3  K. Mabuchi, T. H. Fraser, H. Song, Y. Azuma, M. Nishida: Revision of the systematics of the cardinalfishes (Percomorpha: Apogonidae) based on molecular analyses and comparative reevaluation of morphological characters. In: Zootaxa. Band 3846, Nr. 2, 2014, S. 151–203 (S. 183), doi:10.11646/zootaxa.3846.2.1 (PDF).
2. ↑  Lepidamia auf Fishbase.org (englisch)